# Ad Herennium
Ad Herennium, latin: "Till Herennius", eller Rhetorica ad Herennium, är en lärobok i retorik som behandlar den klassiska retorikens olika delar. Den författades ungefär 86–82 f.v.t. och används än i dag för att överblicka retorikteorin.

## Författare
Vem som författade Ad Herennium är omdiskuterat. Länge antogs det att det var Cicero som hade skrivit verket, vilket bidrog till att Ad Herennium kan ha fått en ökad status i samhället på grund av hans goda rykte i vältalighet. Att det verkligen var Cicero som skrev den har dock ifrågasatts av forskare som jämfört Ciceros verk De Inventione och Ad Herennium där flera olikheter tyder på att boken författats av någon annan. En annan författare som föreslagits är Quintus Cornificius vilket är baserat på referenser från Quintilianus. I introduktionen till Ad Herennium påstås dock Cornificus ha levt senare än verket skrevs och att referenserna av Quintilianus därmed inte kunde vara till Ad Herennium utan istället var till andra verk.

## Relevans genom tiderna
Ad Herennium är en av de mest lästa böckerna inom den europeiska litteraturen. Dess betydelse under antiken går inte att fastställa. Under medeltiden tog retoriken ett steg tillbaka, men Ad Herennium var ett undantag då den rekommenderades flitigt av kristna kyrkofäder vilket bidrog till att den fick ett stort inflytande över retorikundervisningen. Den hade dessutom en viktig roll i retorikundervisningen under renässansen och har omnämnts som en av de viktigaste läroböckerna i västerlandets historia.

## Bokens teman
Boken är uppdelad i fyra böcker som tillsammans redogör för partesmodellen som består av fem olika delar: inventio (att finna argument), dispositio (dispositionen), elocutio (utsmyckningen), memoria (minnestekniker) och actio (framförandet). Såväl som de tre olika talgenrerna: genus judiciale (det juridiska talet), genus delibrativum (det politiska talet) och genus demonstrativum (det panegyriska talet/lovtalet). Ad Herennium lägger som i Ciceros De inventione stort fokus på inventio och det juridiska talet, och ser dessutom inventio som något inneboende i hela dispositionen. Stil har också fått en egen bok som utgör en stor del av verket där avtrycket på elocutio har varit stort. I stora drag reflekterar boken hur man såg på disposition och deklamation i Rom såväl som hela den klassiska retorikens grundpelare.

## Disposition och innehåll

### Bok 1 och Bok 2
De första två böckerna behandlar genus judiciale och dess topiker, såväl som inventio, dispositio och statusläran. Statusläran består enligt författaren till Ad herennium av tre olika kategorier där oenigheter kan uppstå: constitutio conniecturalis (faktaprövning) , constitutio legitima (rättslig rubricering) , och constitutio iuridalis (juridisk bedömning) . Dispositionen består i sin tur av 6 underkategorier: exordium (inledning), narratio (berättelse), divisio (presentation av dispositionen), confirmatio (bevisning), confutatio (motbevisning), och conclusio (avslutning).

### Bok 3
Den tredje boken behandlar genus deliberativum och genus demonstrativum med tillhörande topiker, såväl som dispositio, actio och memoria. Actio är något som vanligtvis brukar utelämnas i de retoriska läroböckerna, men som tas upp mer ingående i Ad herennium. Vidare är det dessutom den äldsta framställningen av den antika minnestekniken, och det är dessutom möjligt att memoria inte var en etablerad del i retorikundervisningen innan Ad herennium.

### Bok 4
Den fjärde boken behandlar elocutio. Författaren presenterar tre stilnivåer, tre stilkvaliteter såväl som 64 olika stilfigurer. Stilnivåerna består av: figura gravis (högstil), figura mediocris (mellanstil), och figura extennata (lågstil). De tre stilkvaliteterna utgörs av: elegantia (klarhet), conpositio (konstfull satsbyggnad), och ornatus (uttrycksfullhet). Stilfigurerna delas upp i två olika kategorier - ordfigurer och tankefigurer där ordfigurerna behandlar orden och tankefigurerna innehållet. Nedan följer en lista med de figurer som förklaras i boken med begreppen först på latin och sedan på svenska.

#### Ordfigurer
Repetitio (anafor) 
Conversio (epifor) 
Complexio (symploke) 
Traductio (ordlek) 
Contentio (antites) 
Exclamatio (apostrof) 
Interrogatio (retorisk fråga) 
Ratiocinatio (överläggning)
Sententia (sentens) 
Contrarium (motsats) 
Membrum orationis (kolon) 
Articulus (komma) 
Continuatio (period) 
Isokolon (conpar)
Similiter cadens (homoioptoton)
Similiter desinens (homoioteleuton)
Adnominatio (paronomasi)
Subiectio (hypofor)
Gradatio (klimax)
Definitio (definition)
Transitio (övergång)
Correctio (rättelse)
Occultatio (förbigående)
Disiunctum (disjunktion)
Coniunctio (konjunktion)
Adiunctio (adjunktion)
Conduplicatio (dubblering)
Interpretatio (synonymi)
Comutatio (omkastning)
Permissio (uppgivande)
Dubitatio (apori)
Expeditio (eliminering)
Dissolutum (asyndeton)
Praecisio (aposiopesis)
Conclusio (konklusion)
Nominatio (onomatopoesi)
Pronominatio (antonomasi)
Denominatio (metonymi)
Circumitio (perifras)
Transgressio (hyperbaton)
Superlatio (hyperbol)
Intellectio (synekdoke)
Abusio (katakres)
Translatio (metafor)
Permutatio (allegori)

#### Tankefigurer
Distributio (fördelning)
Licentia (frispråkighet)
Deminutio (litotes)
Descriptio (descriptio)
Divisio (divisio)
Frequentatio (accumulering)
Expolitio (utsmyckning)
Commoratio (commoratio)
Contentio (antites) - lägg märke till att detta både är en ord- och en tankefigur
Similitudo (liknelse)
Exemplum (exempel)
Imago (imago)
Effictio (porträtt)
Notatio (ethopoeia)
Sermocinatio (sermocinatio)
Conformatio (prosopoeia)
Significatio (emfas): superlatio (hyperbol), ambiguum (tvetydighet), consequentia (angivande av följd), abscisio (aposiopesis)
Similitudo (analogi)
Brevitas (brevitas)
Demonstratio (evidentia)